# Aristida dasydesmis
Aristida dasydesmis là một loài thực vật có hoa trong họ Hòa thảo. Loài này được Mez mô tả khoa học đầu tiên năm 1921.